# 山本浩章
山本 浩章（やまもと ひろあき、1969年〈昭和44年〉5月13日 - ）は、日本の政治家、実業家。島根県益田市長（4期）。元・益田市議会議員（1期）。

## 来歴
滋賀県甲良町出身。甲良町立甲良東小学校、甲良町立甲良中学校、滋賀県立彦根東高等学校卒業。1988年（昭和63年）4月、東京大学教養学部文科一類入学。1992年（平成4年）3月、東京大学法学部第1類卒業。
大学卒業後は、実家の家業である米穀商に従事しながら、司法試験への挑戦を継続していたが、1998年（平成10年）4月、妻の親族企業である株式会社ひょうま（旧名：兵間仏閣堂）に入社。2010年（平成22年）12月、同社の代表取締役社長に就任。この間、2008年（平成20年）1月、益田青年会議所理事長、2009年（平成21年）1月、日本青年会議所中国地区島根ブロック協議会会長を歴任。
2011年（平成23年）8月28日に行われた益田市議会議員選挙に出馬し初当選。9月9日、市議に就任。
2012年（平成24年）3月30日、在職わずか7ヶ月で市議を辞職。同年7月29日に行われた益田市長選挙に自由民主党県議の支援に加え、連合島根や市農政会議の推薦を受けて出馬。『人口拡大』を掲げ、現職の福原慎太郎との接戦を制し初当選した（山本：14,645票、福原：13,494票）。投票率は68.89％。8月2日、市長に就任。
2014年（平成26年）2月、日本創成会議による『地方消滅』論や地方創生に先んじて、『益田市人口拡大計画』を策定。
2016年（平成28年）7月24日の益田市長選挙では、「市政の継続と安定」をスローガンに掲げる一方、萩・石見空港東京便の1日2便運航復活などの実績を強調して幅広い支持を集め、「益田を一つに」をキャッチフレーズとした福原慎太郎との再度の一騎討ちを制し、再選を果たした。（山本：17,447票、福原：10,086票）。投票率は68.56％。
2020年（令和2年）7月20日の同選挙で、元市議の久城恵治らを破り3選。2024年（令和6年）、無投票で4選。